# Wereldkampioenschappen schaatsen afstanden 2000
De wereldkampioenschappen afstanden op de schaats in 2000 werden van vrijdag 3 tot en met zondag 5 maart van dat jaar gehouden op de ijsbaan M-Wave in Nagano, Japan.
Het was het vijfde kampioenschap WK afstanden.

## Schema
Het toernooi werd verreden volgens onderstaand programma.
| Datum                 | Onderdeel                                                                                               |
| --------------------- | --- |
| vrijdag 3 maart 2000  | 5000 meter mannen 500 meter vrouwen 1e run 500 meter vrouwen 2e run 3000 meter vrouwen                  |
| zaterdag 4 maart 2000 | 500 meter mannen 1e run 500 meter mannen 2e run 1500 meter mannen 1000 meter vrouwen 5000 meter vrouwen |
| zondag 5 maart 2000   | 1000 meter mannen 10.000 meter mannen 1500 meter vrouwen                                                |

## 500 meter mannen
| #      | Schaatser          | Land             | Tijd    | 1e 500m    | 2e 500m    |
| ------ | ------------------ | ---------------- | ------- | ---------- | ---------- |
| Goud   | Hiroyasu Shimizu   | Japan            | 1.10,49 | 35,30 (1)  | 35,19 (1)  |
| Zilver | Mike Ireland       | Canada           | 1.11,14 | 35,80 (4)  | 35,34 (2)  |
| Brons  | Jeremy Wotherspoon | Canada           | 1.11,38 | 35,75 (2)  | 35,62 (3)  |
| 4      | Grunde Njøs        | Noorwegen        | 1.11,56 | 35,76 (3)  | 35,81 (4)  |
| 5      | Jan Bos            | Nederland        | 1.11,88 | 35,89 (6)  | 35,99 (6)  |
| =      | Casey FitzRandolph | Verenigde Staten | 1.11,88 | 35,84 (5)  | 36,04 (10) |
| 7      | Toyoki Takeda      | Japan            | 1.12,00 | 36,05 (8)  | 35,95 (5)  |
| =      | Michael Künzel     | Duitsland        | 1.12,00 | 36,00 (7)  | 36,00 (7)  |
| 9      | Pat Bouchard       | Canada           | 1.12,08 | 36,06 (10) | 36,02 (8)  |
| 10     | Erben Wennemars    | Nederland        | 1.12,31 | 36,17 (11) | 36,14 (12) |

## 1000 meter mannen
| #      | Schaatser           | Land             | Tijd    |
| ------ | ------------------- | ---------------- | ------- |
| Goud   | Ådne Søndrål        | Noorwegen        | 1.09,96 |
| Zilver | Jan Bos             | Nederland        | 1.09,98 |
| Brons  | Mike Ireland        | Canada           | 1.10,58 |
| 4      | Jeremy Wotherspoon  | Canada           | 1.10,65 |
| 5      | Jason Parker        | Canada           | 1.10,77 |
| 6      | Erben Wennemars     | Nederland        | 1.10,83 |
| 7      | Hiroyasu Shimizu    | Japan            | 1.10,84 |
| 8      | Casey FitzRandolph  | Verenigde Staten | 1.11,02 |
| 9      | Jakko Jan Leeuwangh | Nederland        | 1.11,21 |
| 10     | Christian Breuer    | Duitsland        | 1.11,26 |

## 1500 meter mannen
| #      | Schaatser           | Land             | Tijd    |
| ------ | ------------------- | ---------------- | ------- |
| Goud   | Ids Postma          | Nederland        | 1.47,98 |
| Zilver | Ådne Søndrål        | Noorwegen        | 1.48,61 |
| Brons  | Jan Bos             | Nederland        | 1.48,66 |
| 4      | Hiroyuki Noake      | Japan            | 1.48,99 |
| 5      | Jason Parker        | Canada           | 1.49,41 |
| 6      | Jakko Jan Leeuwangh | Nederland        | 1.49,47 |
| 7      | Aleksandr Kibalko   | Rusland          | 1.49,65 |
| 8      | Christian Breuer    | Duitsland        | 1.49,68 |
| 9      | Steven Elm          | Canada           | 1.49,78 |
| 10     | Derek Parra         | Verenigde Staten | 1.49,92 |

## 5000 meter mannen
| #      | Schaatser       | Land      | Tijd    |
| ------ | --------------- | --------- | ------- |
| Goud   | Gianni Romme    | Nederland | 6.23,31 |
| Zilver | Bob de Jong     | Nederland | 6.25,40 |
| Brons  | Keiji Shirahata | Japan     | 6.31,16 |
| 4      | Frank Dittrich  | Duitsland | 6.32,62 |
| 5      | Sicco Janmaat   | Nederland | 6.34,18 |
| 6      | Bart Veldkamp   | België    | 6.34,33 |
| 7      | Lasse Sætre     | Noorwegen | 6.36,16 |
| 8      | Roberto Sighel  | Italië    | 6.36,92 |
| 9      | Hiroyuki Noake  | Japan     | 6.40,69 |
| 10     | Takahiro Nozaki | Japan     | 6.41,03 |

## 10.000 meter mannen
| #      | Schaatser            | Land      | Tijd     |
| ------ | -------------------- | --------- | -------- |
| Goud   | Gianni Romme         | Nederland | 13.12,27 |
| Zilver | Bob de Jong          | Nederland | 13.21,74 |
| Brons  | Frank Dittrich       | Duitsland | 13.27,93 |
| 4      | Lasse Sætre          | Noorwegen | 13.35,46 |
| 5      | Bart Veldkamp        | België    | 13.35,47 |
| 6      | Keiji Shirahata      | Japan     | 13.38,14 |
| 7      | Roberto Sighel       | Italië    | 13.46,10 |
| 8      | Takahiro Nozaki      | Japan     | 13.48,32 |
| 9      | Alexander Baumgärtel | Duitsland | 13.48,62 |
| 10     | Knut Morgenstern     | Duitsland | 13.49,12 |

## 500 meter vrouwen
| #      | Schaatser           | Land             | Tijd    | 1e 500m    | 2e 500m    |
| ------ | ------------------- | ---------------- | ------- | ---------- | ---------- |
| Goud   | Monique Garbrecht   | Duitsland        | 1.17,48 | 38,78 (2)  | 38,70 (1)  |
| Zilver | Svetlana Zjoerova   | Rusland          | 1.17,64 | 38,79 (3)  | 38,85 (6)  |
| Brons  | Catriona LeMay-Doan | Canada           | 1.17,78 | 38,96 (5)  | 38,82 (4)  |
| 4      | Sayuri Osuga        | Japan            | 1.17,81 | 38,93 (4)  | 38,88 (7)  |
| 5      | Eriko Sanmiya       | Japan            | 1.17,88 | 39,07 (8)  | 38,81 (3)  |
| 6      | Susan Auch          | Canada           | 1.17,93 | 39,01 (6)  | 38,92 (8)  |
| 7      | Chris Witty         | Verenigde Staten | 1.17,97 | 39,01 (6)  | 38,96 (10) |
| 8      | Tomomi Okazaki      | Japan            | 1.17,98 | 39,16 (9)  | 38,82 (4)  |
| 9      | Andrea Nuyt         | Nederland        | 1.18,03 | 38,68 (1)  | 39,35 (12) |
| 10     | Marianne Timmer     | Nederland        | 1.18,24 | 39,44 (12) | 38,80 (2)  |

## 1000 meter vrouwen
| #      | Schaatser            | Land             | Tijd    |
| ------ | -------------------- | ---------------- | ------- |
| Goud   | Monique Garbrecht    | Duitsland        | 1.16,59 |
| Zilver | Marianne Timmer      | Nederland        | 1.16,71 |
| Brons  | Chris Witty          | Verenigde Staten | 1.17,28 |
| 4      | Andrea Nuyt          | Nederland        | 1.17,36 |
| 5      | Edel Therese Høiseth | Noorwegen        | 1.17,38 |
| 6      | Sabine Völker        | Duitsland        | 1.17,52 |
| 7      | Eriko Sanmiya        | Japan            | 1.17,94 |
| 8      | Susan Auch           | Canada           | 1.18,27 |
| 9      | Annamarie Thomas     | Nederland        | 1.18,32 |
| 10     | Aki Tonoike          | Japan            | 1.18,34 |

## 1500 meter vrouwen
| #      | Schaatser          | Land             | Tijd    |
| ------ | ------------------ | ---------------- | ------- |
| Goud   | Claudia Pechstein  | Duitsland        | 1.58,43 |
| Zilver | Anni Friesinger    | Duitsland        | 1.58,62 |
| Brons  | Emese Hunyady      | Oostenrijk       | 1.58,97 |
| 4      | Song Li            | China            | 1.59,38 |
| 5      | Svetlana Bazjanova | Rusland          | 1.59,46 |
| 6      | Annamarie Thomas   | Nederland        | 1.59,61 |
| 7      | Jennifer Rodriguez | Verenigde Staten | 1.59,99 |
| 8      | Chris Witty        | Verenigde Staten | 2.00,15 |
| 9      | Maki Tabata        | Japan            | 2.00,38 |
| 10     | Renate Groenewold  | Nederland        | 2.00,42 |

## 3000 meter vrouwen
| #      | Schaatser                | Land             | Tijd    |
| ------ | ------------------------ | ---------------- | ------- |
| Goud   | Claudia Pechstein        | Duitsland        | 4.05,68 |
| Zilver | Gunda Niemann-Stirnemann | Duitsland        | 4.05,75 |
| Brons  | Maki Tabata              | Japan            | 4.09,18 |
| 4      | Tonny de Jong            | Nederland        | 4.09,20 |
| 5      | Anni Friesinger          | Duitsland        | 4.09,34 |
| 6      | Renate Groenewold        | Nederland        | 4.10,46 |
| 7      | Svetlana Bazjanova       | Rusland          | 4.12,02 |
| 8      | Barbara de Loor          | Nederland        | 4.13,47 |
| 9      | Varvara Barysjeva        | Rusland          | 4.13,78 |
| 10     | Jennifer Rodriguez       | Verenigde Staten | 4.13,91 |

## 5000 meter vrouwen
| #      | Schaatser                | Land      | Tijd    |
| ------ | ------------------------ | --------- | ------- |
| Goud   | Gunda Niemann-Stirnemann | Duitsland | 6.58,71 |
| Zilver | Claudia Pechstein        | Duitsland | 7.00,68 |
| Brons  | Tonny de Jong            | Nederland | 7.06,30 |
| 4      | Carien Kleibeuker        | Nederland | 7.09,15 |
| 5      | Svetlana Bazjanova       | Rusland   | 7.13,12 |
| 6      | Anni Friesinger          | Duitsland | 7.13,23 |
| 7      | Maki Tabata              | Japan     | 7.13,75 |
| 8      | Barbara de Loor          | Nederland | 7.15,47 |
| 9      | Eriko Seo                | Japan     | 7.17,99 |
| 10     | Svetlana Vysokova        | Rusland   | 7.25,23 |

## Medaillespiegel
| Plaats | Land             | Goud | Zilver | Brons | Totaal |
| 1      | Duitsland        | 5    | 3      | 1     | 9      |
| 2      | Nederland        | 3    | 4      | 2     | 9      |
| 3      | Noorwegen        | 1    | 1      | 0     | 2      |
| 4      | Japan            | 1    | 0      | 2     | 3      |
| 5      | Canada           | 0    | 1      | 3     | 4      |
| 6      | Rusland          | 0    | 1      | 0     | 1      |
| 7      | Oostenrijk       | 0    | 0      | 1     | 1      |
| 8      | Verenigde Staten | 0    | 0      | 1     | 1      |
| Totaal | Totaal           | 10   | 10     | 10    | 30     |